# V zemi Mahdího
V zemi Mahdího (Im Lande des Mahdi) je poměrně rozsáhlý dobrodružný román německého spisovatele Karla Maye, odehrávající se v době Mahdího povstání v Súdánu na konci 19. století.

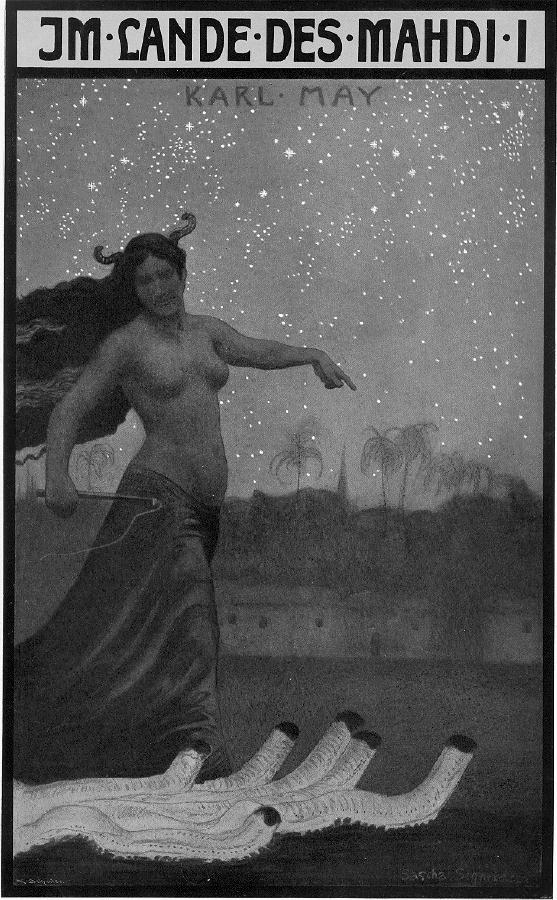
Obálka prvního dílu z roku 1905 od Saschy Schneidera.

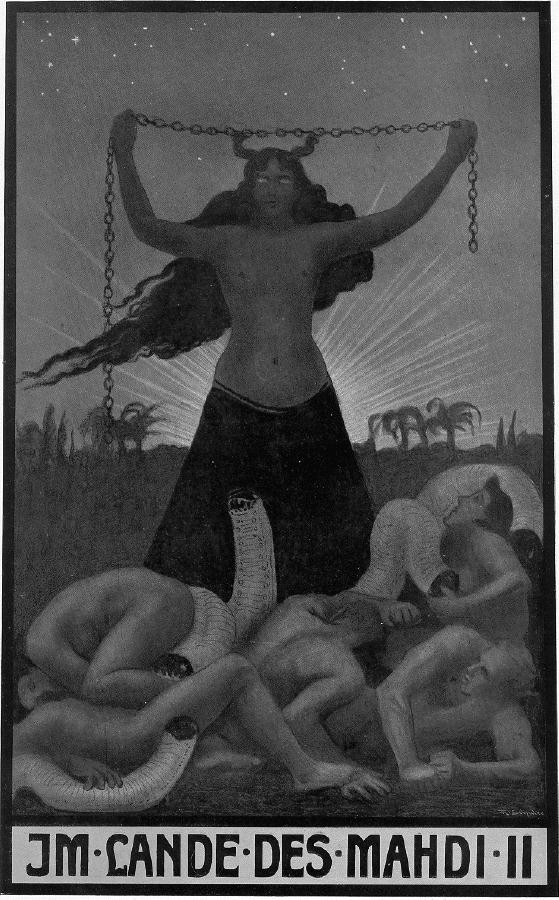
Obálka druhého dílu z roku 1905 od Saschy Schneidera.

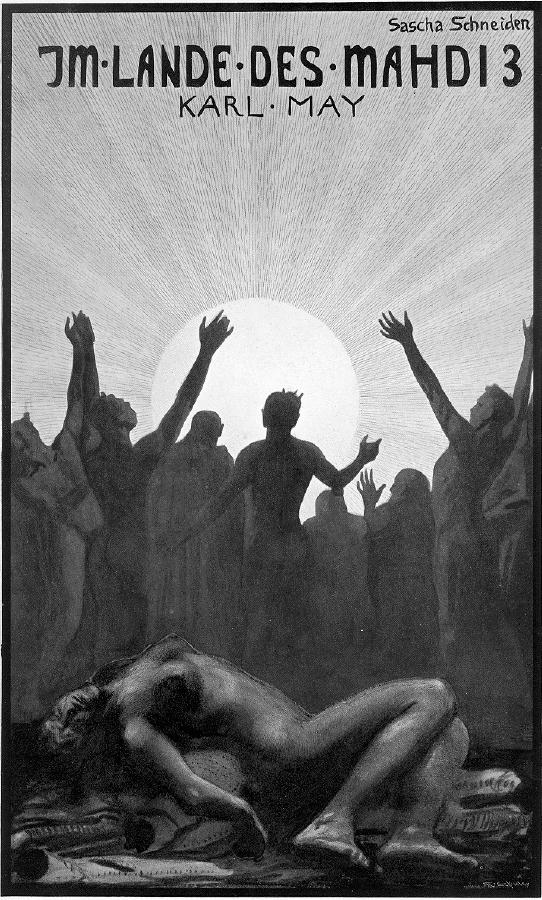
Obálka třetího dílu z roku 1905 od Saschy Schneidera.

## Německá vydání
Román nejprve vycházel v letech 1891–1893 na pokračování v katolickém týdeníku Deutscher Hausschatz z Řezna rozdělený do dvou dílů:
- Am Nile (Na březích Nilu, díl vycházel v letech 1891–92)
- Im Sudan (V Súdánu, díl vycházel v letech 1892–93)

Pro první knižní vydání v nakladatelství Friedrich Ernst Fehsenfeld ve Freiburgu dopsal Karel May další dvě kapitoly a rozdělil knihu do tří dílů. Román pak vyšel v roce 1896 jako šestnáctý až osmnáctý svazek Mayových spisů (jednotlivé díly neměly žádné podtituly).
Nakladatelství Karl-May-Verlag vydává román v rámci Sebraných spisů Karla Maye také ve třech dílech a také pod pořadovými čísly šestnáct až osmnáct. Jednotlivé díly mají následující podtituly:
- Menschenjäger (Lovci lidí)
- Der Mahdi (Mahdí)
- Im Sudan (V Súdánu)

## Děj
Román se odehrává v sedmdesátých letech 19. století v údolí Nilu. Známý hrdina Kara ben Nemsí v něm bojuje proti nezákonnému obchodu s otroky a stíhá otrokáře. Napínavý příběh poměrně přesvědčivě zachycuje řadu reálií a politické i náboženské klima nilských zemí. V knize May popisuje i zajímavou postavu Muhammada Ahmada (1844–1885), vůdce protibritského povstání v Súdánu, který se prohlásil za Mahdího (Mahdí je arabský výraz pro „správně vedeného“ a v šíitské větvi islámu znamená mesiáše z rodu Prorokova, jenž bude „obnovitelem víry a práva a který bude panovat před koncem časů").

## Česká vydání
První české vydání se datuje již do roku 1907, kdy román pod názvem Na březích Nilu vydalo ve třech dílech (bez podtitulů) pražské nakladatelství Alois Hynek v překladu Josefa Ladislava Turnovského a s ilustracemi Věnceslava Černého.
Na druhé vydání si však museli čeští čtenáři počkat dvacet šest let. Teprve v letech 1933–1934 vyšel román v dalším pražském nakladatelství Toužimský a Moravec v rámci tzv. Malé řady knih Karla Maye, tentokrát ve čtyřech dílech, ale již pod názvem V zemi Mahdiho (překlad F. Dobrovolný, ilustrace Věnceslav Černý). Jednotlivé díly nesly tito podtituly:
- Na březích Nilu (vyšlo 1933),
- Otec pěti set (vyšlo 1933),
- V ebenové zemi (vyšlo 1933),
- Poslední otroci (vyšlo 1934).

Dalšího vydání se čeští čtenáři dočkali z politických důvodů až za čtyřicet dva let. Teprve v letech 1976 až 1979 vydalo román ve třech dílech nakladatelství Olympia s ilustracemi Gustava Kruma. Jednotlivé díly nesly tito tituly:
- Lovci lidí (vyšlo 1976, přeložila Magda Reinerová),
- Mahdí (vyšlo 1977, přeložila Vlasta Dvořáčková),
- V Súdánu (vyšlo 1979, přeložila Kamila Jiroudková).

Roku 1993 vyšlo v nakladatelství GABI z Českého Těšína čtvrté vydání románu v rozdělení dle Toužimského a Moravce a ilustracemi Jana Hory. Zatím poslední vydání pochází z brněnského nakladatelství Návrat, které román vydalo s názvem Máhdí v rámci svého projektu Souborné vydání díla Karla Maye v letech 2002–2003 (původní překlad Josefa Ladislava Turnovského upravil Vladimír Šunda, ilustrace Josef Pospíchal). Román byl rozdělen do šesti dílů bez podtitulů (první vyšel roku 2002, ostatní roku 2003).